# Новое Село (Омская область)
Но́вое Село́ — деревня в Калачинском районе Омской области России. Входит в состав Куликовского сельского поселения.

## География
Деревня находится в юго-восточной части Омской области, в лесостепной зоне, в пределах Барабинской низменности, на расстоянии примерно 7 км (по прямой) к югу от города Калачинск, административного центра района. Абсолютная высота — 107 м над уровнем моря.
Часовой пояс
Деревня Новое Село, как и вся Омская область, находится в часовой зоне МСК+3. Смещение применяемого времени относительно UTC составляет +6:00.

## Население
| 2002 | 2010 |
| ---- | ---- |
| 279  | ↘210 |

Гендерный состав
По данным Всероссийской переписи населения 2010 года, в гендерной структуре населения мужчины составляли 45,7 %, женщины — соответственно 54,3 %.
Национальный состав
Согласно результатам переписи 2002 года, в национальной структуре населения русские составляли 92 %.

## Улицы
Уличная сеть деревни состоит из двух улиц (ул. Лесная и ул. Луговая).

## Инфраструктура
В деревне функционируют сельский клуб, библиотека и фельдшерско-акушерский пункт (филиал Калачинской центральной районной больницы).